# تايلور ميد
تايلور ميد (بالإنجليزية: Taylor Mead)‏ هو كاتب وشاعر وممثل أمريكي، ولد في 31 ديسمبر 1924 في الولايات المتحدة، وتوفي في 8 مايو 2013 بدنفر في الولايات المتحدة.

## وصلات خارجية
- تايلور ميد على موقع IMDb (الإنجليزية)
- تايلور ميد على موقع قاعدة بيانات الأفلام العربية
- تايلور ميد على موقع ألو سيني (الفرنسية)
- تايلور ميد على موقع ميوزك برينز (الإنجليزية)
- تايلور ميد على موقع أول موفي (الإنجليزية)
- تايلور ميد على موقع قاعدة بيانات الأفلام السويدية (السويدية)
- تايلور ميد على موقع ديسكوغز (الإنجليزية)
- تايلور ميد على موقع قاعدة بيانات الفيلم (الإنجليزية)
- تايلور ميد على موقع كينوبويسك (الروسية)